# Triaenodes dubius
Triaenodes dubius är en nattsländeart som beskrevs av Martin E. Mosely 1934. Triaenodes dubius ingår i släktet Triaenodes och familjen långhornssländor. Inga underarter finns listade i Catalogue of Life.